# Stor kobbersneppe
Den store kobbersneppe (Limosa limosa) er en vadefugl på 40-44 cm. I Danmark er den store kobbersneppe en fåtallig ynglefugl. Størstedelen af den danske bestand findes i Tøndermarsken, på Tipperne ved Ringkøbing Fjord og i Vejlerne i Thy. Den yngler i øvrigt spredt i resten af landet. Ynglebestanden er vurderet som sårbar på den danske rødliste.
Den store kobbersneppe opholder sig i Danmark fra marts/april til juli/august. Den yngler på store enge, hvor den bygger reden i højt græs. I begyndelsen af maj lægger den 4 store, olivengrønne eller brunlige æg med sorte pletter. Dens primære føde består af insekter, larver, orme og krebsdyr. Dens vinterkvarter er fortrinsvis Vestafrika syd for Sahara.